# 可児川
可児川（かにがわ）は、木曽川水系の一級河川。岐阜県瑞浪市・可児郡御嵩町・可児市を流れる。木曽川本川に合流する1次支川。

## 地理
岐阜県瑞浪市北西部の日吉町付近の高原地帯を水源とし、可児市土田付近で木曽川に合流する。河川延長26.2キロメートル、うち河川法区域は23.9キロメートル。
源流から西へ流れて松野ダムのある松野湖を過ぎると、可児郡御嵩町のと市町境付近には鬼岩公園周辺の奇岩地帯がある。御岳町内で津橋川・唐沢川・真名田川・比衣川と合流し、可児市内に入ってから姫川や大森川と合流した最大支流の久々利川や横市川・矢戸川と合流して、木曽川へと合流する。
2004年（平成16年）まで可児川堤防やその周辺には、麻薬の原料になることで知られるあへん法で栽培が禁止されているアツミゲシが生育していた。

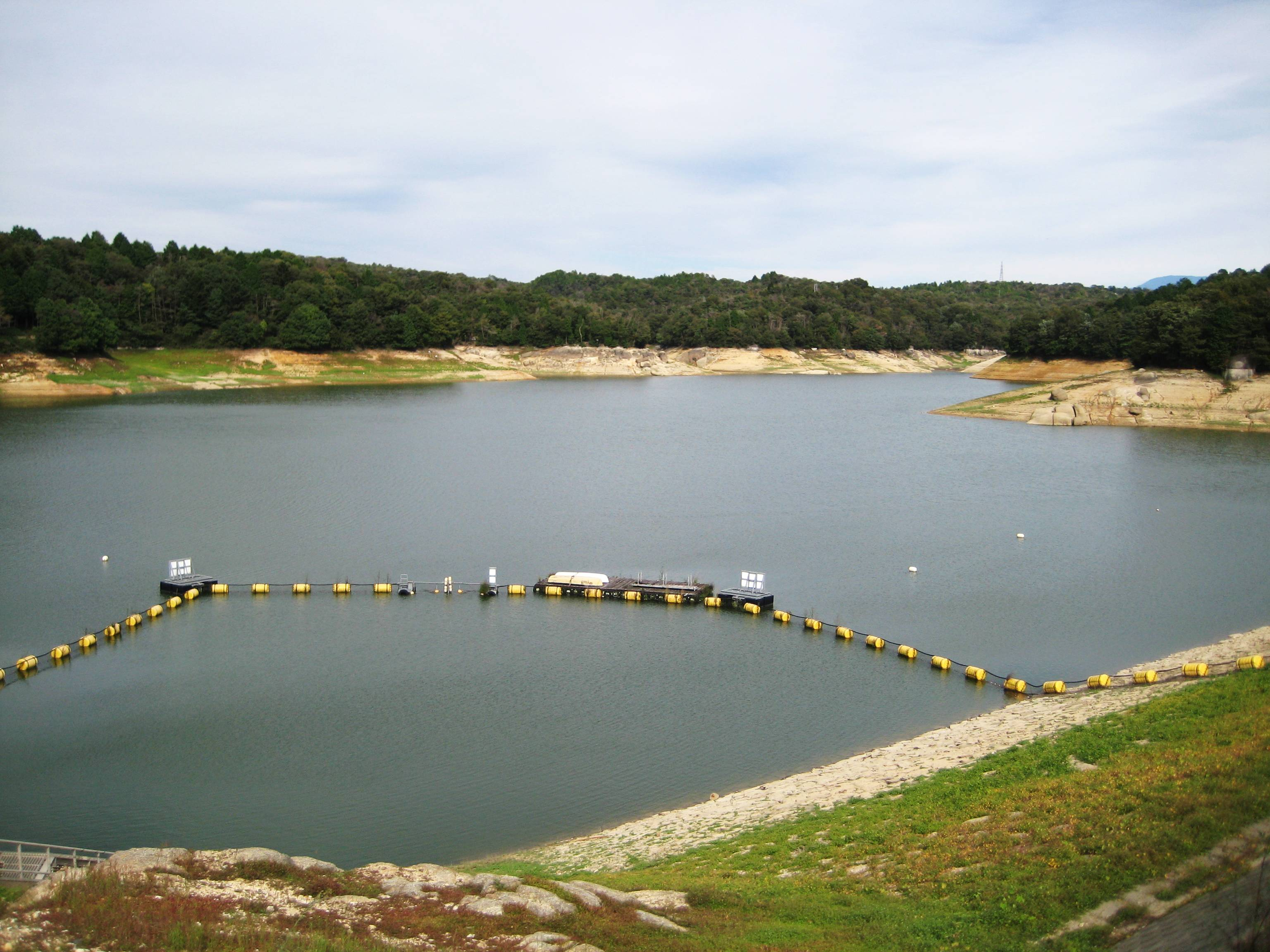
松野湖

## 主な橋
可児市下恵土付近から可児市塩付近まで可児川と並行する岐阜県道122号は、戸走橋・二の井大橋・新広瀬橋などが架かる。
- 可児川橋（国道41号名濃バイパス）
- 可児川大橋（国道248号可児バイパス）
- あけぼの橋
- 鳥屋場小橋
- 広見橋（岐阜県道84号）
- 可児駅前大橋
- 蛍橋（岐阜県道363号）
- 新可児大橋
- さつき大橋
- 子守大橋（岐阜県道64号）
- 御嵩橋（岐阜県道83号）
- 門前橋